# Blå taggleguan
Blå taggleguan (Sceloporus cyanogenys) är en ödleart som ingår i släktet Sceloporus och familjen Phrynosomatidae. Den förekommer från södra Texas i USA till centrala Tamaulipas och Nuevo León samt Coahuila i nordöstra Mexiko. Den räknades en tid som en underart till Sceloporus serrifer (1987 till 1997, och även därefter av vissa auktorer). Före 1987 var populationen i USA dock länge känd som Sceloporus cyanogenys. Arten är den största av de taggleguaner som förekommer i USA och kan som fullvuxen nå en total längd på upp till 35 cm. Den är en är dagaktiv och marklevande ödla som förekommer i torra till halvtorra områden med stenig terräng, klippor och buskmark.

## Kännetecken
Blå taggleguan kan som fullvuxen nå en total längd (kropp och svans) på upp till 35 cm. Svansen är längre än kroppen och om den totala längden är 35 cm utgör svansen nästan 20 cm av denna. Själva kroppslängden (nos till kloak) blir då cirka 15 cm. Den genomsnittliga total längden är dock något mindre, cirka 25 till 30 cm. Hanarna är i genomsnitt större än honorna. Kroppen är medelkraftigt och något platt. Fjällen på kroppen, från nacken över ryggen till och med svansen, är stora och kölade och slutar i en spets, eller "tagg".
En tydlig könsdimorfism finns när det gäller färgteckningen, där hanarna är mer färggranna. Grundfärgen är gråaktig till brun, men hos hanarna med en blåaktig till blågrön ton på ryggsidan. Hanarna har också blå strupe och blå fläckar på magen,, blå fläckar vid skuldrorna, vita fläckar på huvudet och ett vitkantat tydligt svart band över nacken samt bandad teckning på svansen. De blå färgerna hos hanen är särskilt framträdande under parningssäsongen. Honor och ungar av båda könen är gråaktiga eller bruna även på strupen och magen.

## Levnadssätt
Blå taggleguan är en är dagaktiv och marklevande ödla som förekommer i torra till halvtorra områden med stenig terräng, klippor och buskmark. Den söker skydd i klippskrevor och klättrar bra på stenar och klippor och även i träd. Den lite platta kroppen gör att ödlan lätt kan gömma sig i klippskrevor och de taggiga fjällen avskräcker en del predatorer. För att undkomma en predator som ändå vill äta den kan den blå taggleguanen som ett sista flyktförsök släppa svansen (autotomi). Den blå taggleguanens egen föda utgörs av olika ryggradslösa djur, särskilt flygande insekter.

### Fortplantning
Blå taggleguan är ovovivipar. Detta innebär att honorna föder levande ungar, 6 till 18 ungar per kull.